# Coptotrophis bellator
Coptotrophis bellator är en skalbaggsart som först beskrevs av Lewis 1902.  Coptotrophis bellator ingår i släktet Coptotrophis och familjen stumpbaggar. Inga underarter finns listade i Catalogue of Life.